# Castellbisbal
Castellbisbal è un comune spagnolo di 9 128 abitanti situato nella comunità autonoma della Catalogna.